# 克利夫兰秀
《克利夫兰秀》（英語：The Cleveland Show），美国动画喜剧节目，於2009年9月27日开播，由福克斯公司播映。它是《恶搞之家》（Family Guy）的衍生剧和“黑人版本”，剧集创作者亦包括塞思·麦克法兰。剧集以生活在弗吉尼亚州虚构城镇Stoolbend的Cleveland一家为主线，讲述了由男主角Cleveland Brown和他的高中暗恋Donna Tubbs以及Donna与前夫所生的孩子组建的家庭，与众多性格迥异的邻居等其他人物之间的故事。2013年5月19日停播，该剧共播出4季，88集，每集22分钟。